# Питерс, Сьюзан
Сьюзан Питерс (англ. Susan Peters, 3 июля 1921 — 23 октября 1952) — американская актриса, номинантка на премию «Оскар» в 1942 году.

## Биография
Сюзанн Карнахан (англ. Suzanne Carnahan) родилась в городе Спокан, штат Вашингтон. Её отец, строительный инженер Роберт, погиб в автомобильной катастрофе в 1928 году и её вместе с сестрой забрала к себе бабушка, которая жила в Лос-Анджелесе. Там она получила среднее образование и увлеклась актёрским искусством.
Сниматься в кино она начала в девятнадцатилетнем возрасте, сначала на студии «Warner Bros.», а после на «MGM». В первый год своей карьеры она появилась в нескольких фильмах в эпизодических ролях, не указанных в титрах. Вскоре она взяла себе псевдоним Сьюзан Питерс, и одним из первых фильмов, уже с её новым именем, стал «Крутой парень» (1942), где она сыграла Рут Картер. В том же году она снялась в роли Китти в фильме «Случайная жатва», которая принесла ей номинацию на «Оскар» как лучшей актрисе второго плана. Разглядев в ней большой талант, руководство «MGM» пригласило Сьюзан Питерс на другие видные роли в своих фильмах, в том числе на роль Нади Степановой в картине «Песнь о России» (1944). Хотя после выхода в прокат фильм не имел успеха, актриса всё же получила за свою роль восторженные отзывы.
В 1943 году Сьюзан Питерс вышла замуж за актёра Ричарда Куайна. Во время совместной охоты с мужем в 1945 году она случайно получила огнестрельное ранение в позвоночник. Эта трагедия вызвала паралич ниже пояса и приковала актрису к инвалидной коляске.
Питерс тем не менее пыталась продолжить свою актёрскую карьеру. Компания «MGM» продолжала платить ей жалование, но была не в состоянии предложить ей роли, и тогда актриса разорвала с ней контракт. После этого она лишь раз появилась в кино, в 1948 году в фильме «Знак Овна». Эта роль оказалась неудачной, также как и собственное шоу «Мисс Сьюзан» в 1951 году. Прежде чем окончательно смириться и оставить карьеру, Сьюзан Питерс некоторое время участвовала в гастролях театральных постановок «Стеклянный зверинец» и «Барреты с Уимпол-стрит».
После развода с мужем в 1948 году у неё началась депрессия, которая осложнила и так слабое здоровье актрисы. Сьюзан Питерс умерла в городке Визалия в Калифорнии 23 октября 1952 года от почечной болезни и пневмонии, осложнёнными нервной анорексией в возрасте 31 года. Была похоронена на кладбище Форест-Лаун рядом со своей матерью.
За свой вклад в киноиндустрию США она удостоена звезды на голливудской «Аллее славы».

## Фильмография
| Год  |     | Русское название                       | Оригинальное название         | Роль                     |
| ---- | --- | -------------------------------------- | ----------------------------- | ------------------------ |
| 1940 | ф   | Сьюзен и бог                           | Susan and God                 | гостья на вечеринке      |
| 1940 | ф   | Человек, который говорил слишком много | The Man Who Talked Too Much   | эпизодическая роль       |
| 1940 | кор | —                                      | Young America Flies           | одна из подруг Джека     |
| 1940 | ф   | —                                      | Money and the Woman           | вкладчица                |
| 1940 | ф   | —                                      | Always a Bride                | девушка                  |
| 1940 | ф   | Дорога на Санта-Фе                     | Santa Fe Trail                | Шарлотт                  |
| 1941 | ф   | Клубничная блондинка                   | The Strawberry Blonde         | девушка                  |
| 1941 | ф   | Познакомьтесь с Джоном Доу             | Meet John Doe                 | охотница за автографами  |
| 1941 | ф   | —                                      | Here Comes Happiness          | мисс Браун               |
| 1941 | ф   | —                                      | Scattergood Pulls the Strings | Рут Сэвидж               |
| 1941 | кор | —                                      | Sockaroo                      | н/д                      |
| 1941 | ф   | —                                      | Three Sons o’ Guns            | Мэри Тайлер              |
| 1942 | ф   | Крутой парень                          | The Big Shot                  | Рут Картер               |
| 1942 | ф   | —                                      | Tish                          | Кора Эдвардс Боузер      |
| 1942 | кор | Люди                                   | Personalities                 | н/д                      |
| 1942 | ф   | Новый ассистент доктора Гиллеспи       | Dr. Gillespie’s New Assistant | миссис Ховард Олвинн Янг |
| 1942 | ф   | Случайная жатва                        | Random Harvest                | Китти                    |
| 1942 | ф   | Двойная жизнь Энди Харди               | Andy Hardy’s Double Life      | Сью                      |
| 1943 | ф   | Назначение в Бретани                   | Assignment in Brittany        | Анн Пино                 |
| 1943 | ф   | Молодые идеи                           | Young Ideas                   | Сьюзан Эванс             |
| 1944 | ф   | Песнь о России                         | Song of Russia                | Надя Степанова           |
| 1945 | ф   | Держите свой порох сухим               | Keep Your Powder Dry          | Энн Даррисон             |
| 1948 | ф   | Знак Овна                              | The Sign of the Ram           | Лия Сент-Обин            |
| 1951 | с   | Мисс Сьюзан                            | Miss Susan                    | Сьюзан Мартин            |